# Kabinetthaus

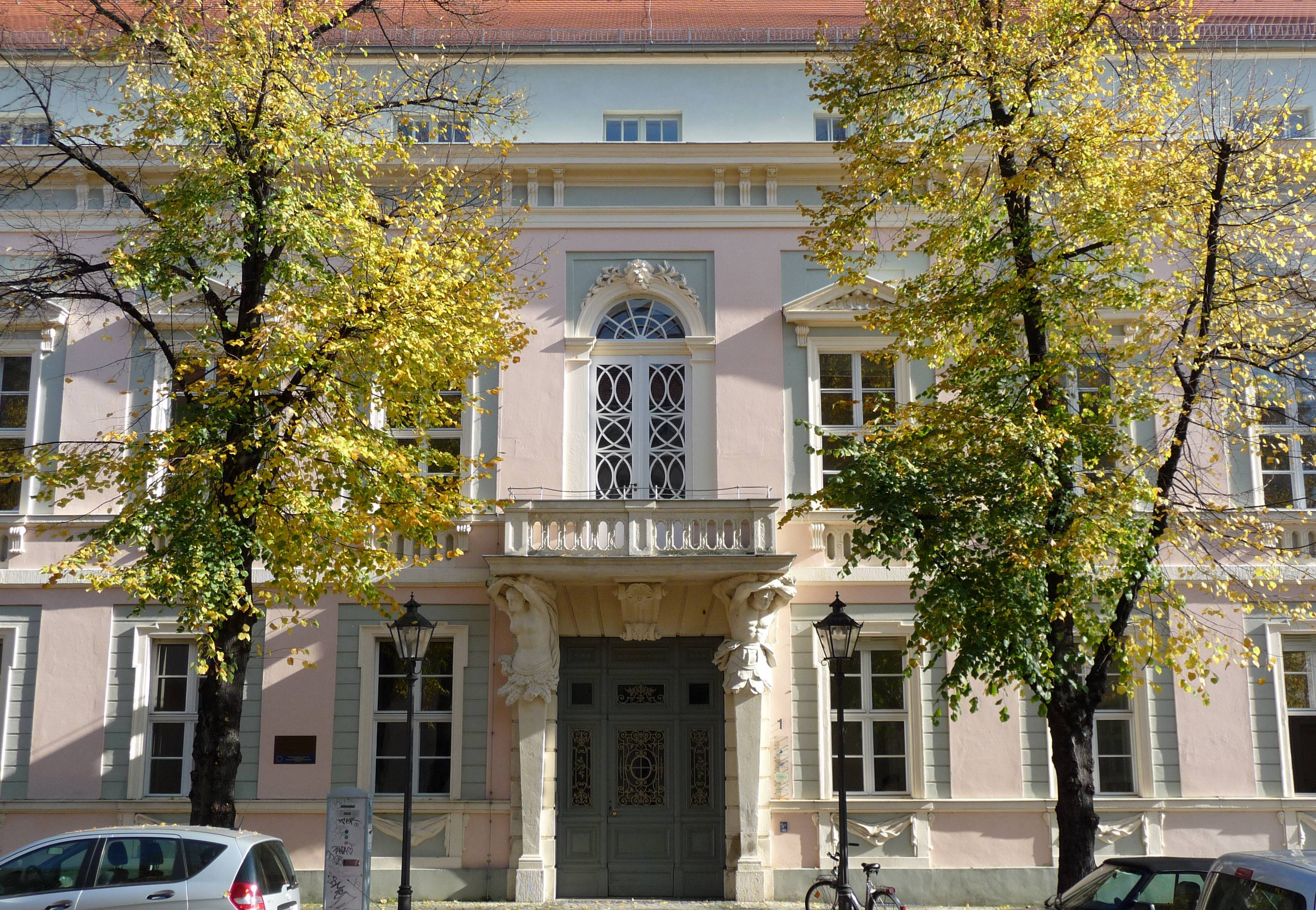
Am Neuen Markt 1 im Sommer 2008

Das ehemalige Kabinetthaus ist ein repräsentatives Bauwerk des 18. Jahrhunderts in der Innenstadt von Potsdam am Neuen Markt. Es besitzt die Adresse Am Neuen Markt 1 und bildet die Eckbebauung zwischen der Schloßstraße und dem Neuen Markt. Das ursprünglich als bürgerliches Wohnhaus errichtete Gebäude ist 1765 mit dem benachbarten Eckhaus in der Schwertfegerstraße 8 verbunden worden; der so entstandene Gebäudekomplex bildete für etwa 20 Jahre die Potsdamer Residenz das Kronprinzen Friedrich Wilhelm. Im Anschluss wurde er als Ingenieurakademie verwendet. Seinen Namen erhielt das Gebäude durch die Nutzung durch das königliche Kabinett ab 1833.

## Geschichte
Das Haus am Neuen Markt wurde im Jahr 1753 anstelle eines Vorgängerbaus als bürgerliches Wohngebäude für den Landprediger Krumbholz und dessen Familie errichtet. Daher ist das Gebäude auch unter dem Namen Krumbholzsches Haus bekannt. Der Neubau wurde durch König Friedrich II. im Zuge der unter seiner Regierung vorangetriebenen Umgestaltung Potsdams veranlasst. Nach dem Tod des Predigers ließ Friedrich II. das Haus für vier hundert Thaler jährlichen Zins mieten und im Inneren mit dem benachbarten Eckhaus in der Schwertfegerstraße 8 verbinden. Von 1764 bis 1786 diente dieser Gebäudekomplex dem Neffen Friedrichs II., dem späteren König Friedrich Wilhelm II., als Wohnsitz. Das Gebäude wurde innen zwar standesgemäß eingerichtet, eine dem preußischen Kronprinzen angemessene Residenz war damit allerdings nur bedingt entstanden: „Ungeachtet sehr vieles darinnen geändert, eine sehr gute eichene Treppe mit geschweiften Stufen erbauet, und zu Beschlägen der Wände viel seiden Zeug und Gallonen, hiernächst Spiegel, Tische, Stühle, Betten u. s. m. angeschafft wurden, so blieb es doch immer als ein ehemaliges Bürgerhaus für einen großen Prinzen viel zu enge und unbequem.“
In dem Eckhaus wurde der spätere König Friedrich Wilhelm III. geboren. Sehr wahrscheinlich kam auch Wilhelm von Humboldt dort zur Welt. Dessen Vater war Kammerherr bei der Kronprinzessin Elisabeth, der ersten Frau des Kronprinzen Friedrich Wilhelm.
Zwischen 1788 und 1806 war das gesamte Gebäude Sitz der Königlichen Ingenieurs-Akademie, einer halb zivilen, halb militärischen Einrichtung. Abkommandierte Offiziere lehrten hier überwiegend militärische Fächer, darunter Festungsbau und Ballistik. Es wurden aber auch naturwissenschaftliche Fächer wie Mathematik und Bauzeichnen gelehrt, die aber auf die militärische Ausbildung ausgerichtet waren. Im Jahr 1807 wurde die Ingenieurs-Akademie wieder geschlossen. Gründe dafür waren das Desinteresse Friedrich Wilhelm III. an der Wissenschaft und die Besetzung Potsdams durch napoleonische Truppen. Im damaligen Akademiegebäude lebte von 1788 bis 1806 mit seiner großen Familie Generalmajor Bonaventura von Rauch, seit 1788 Lehroffizier und von 1796 bis 1806 Direktor der Ingenieurakademie. Im Akademiegebäude wuchsen u. a. auf seine beiden Söhne Leopold und Friedrich Wilhelm von Rauch, beide wie ihr Vater später Generäle der preußischen Armee, und Tochter Cecilie, die mit Gustav Freiherrn von Maltzahn Graf von Plessen (1788–1862), Majoratsherr auf Ivenack in Mecklenburg verheiratet war.
Ab 1833 nutzte das königliche Kabinett das Gebäude, das nunmehr den Namen Kabinetthaus erhielt.
Ab 1900 war das Kabinetthaus nochmals Kronprinzenwohnung für den 18-jährigen Wilhelm von Preußen. Nach dem Ersten Weltkrieg blieb das Gebäude oft ungenutzt. Es diente zeitweilig dem ehemaligen Prinzen Oskar von Preußen als Wohnsitz. Später wurde das Kabinetthaus teilweise vom Katasteramt genutzt, während ein anderer Teil als normales Wohnhaus diente. Während der DDR-Zeit waren dort Büros der Geodätisch-Kartographischen Inspektion untergebracht.
Das Kabinetthaus wurde von 1999 bis 2002 mit hohem denkmalpflegerischem Aufwand restauriert. Heute befindet sich hier unter anderem das Zentrum für Zeithistorische Forschung und die Potsdam Tourismus Service (PTS) der TMB Tourismus-Marketing Brandenburg GmbH.

## Architektur

### Am Neuen Markt 1

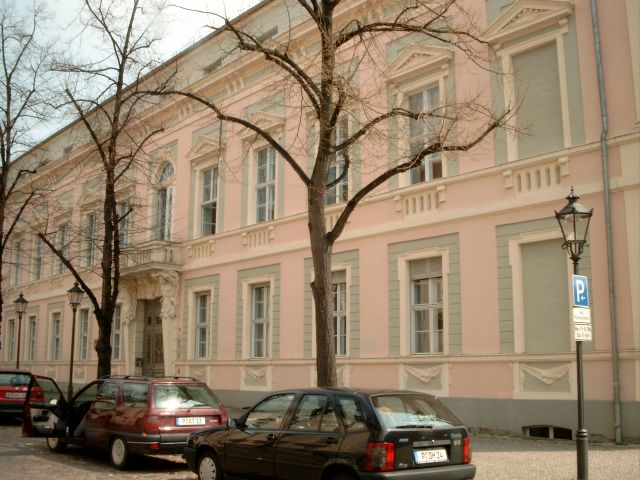
Am Neuen Markt Nr. 1 im Frühjahr 2001

Das Eckhaus zur Schlossstraße besitzt zur Straße Am Neuen Markt elf und an der Schmalseite fünf Fensterachsen. Das unterkellerte Gebäude verfügt über zwei Vollgeschosse und ein Mezzaningeschoss in der Attikazone. Erd- und Obergeschoss sind mit einer die Fenster umgreifenden Lisenengliederung versehen. Die Erdgeschossfenster werden von geohrten Faschen umrahmt; unterhalb der Sohlbänke sind plastische Tuchgehänge angeordnet. Die Rücklagen um die Fenster sind mit einer Putznutung gegliedert.
Die Mittelachsen beider Fassaden sind durch besonders geschmückte Eingänge betont. Schmuckelement der Hauptfassade ist ein über dem Zufahrtstor angebrachter freitragender Balkon, der von einem Mohren und einer Mohrin als Karyatiden gestützt wird. Die Sandsteinskulpturen stammen von Friedrich Christian Glume. Im Scheitel des Tores wird der Balkon von einem geschweiften Schlussstein unterstützt. Die Balkonbrüstung aus Sandstein ist als Flechtwerkornament gearbeitet. Die mittlere Achse der Fassade zur Schlossstraße besaß einen heute nur noch als Fenster genutzten Eingang mit davorliegender Freitreppe. Die ehemalige Haustür wird von einem profilierten Sandsteingewände mit abgerundeten Ecken gerahmt. Im Scheitelpunkt befindet sich ein geschwungener Schlussstein mit darüberliegender waagerechter Verdachung. Der Raum zwischen Türrahmung und Verdachung wird durch plastische Blumengehänge geschmückt.
Im Obergeschoss ist die Lisenengliederung um die Fenster um eine weitere Ebene ergänzt. An den Gebäudeecken ist den Lisenen jeweils ein ionischer Pilaster aufgesetzt. Die ebenfalls von Faschen gerahmten Fester werden hier mit Ausnahme der Mittelachse der Hauptfassade von auf kleinen seitlichen Konsolen aufsitzenden Dreiecksverdachungen bekrönt. Die Verdachungen sind mit muschelförmigen Ornamenten gefüllt. Die Sohlbänke der Fenster werden von seitlich ein Ornamentfeld aus Flechtband flankierenden Konsolen unterstützt. Die Balkontür in der Mittelachse ist abweichend von allen übrigen Fassadenöffnungen mit einem Rundbogen versehen. Dessen Mitte wird von einem Schlusssteinkopf mit begleitenden pflanzlichen Ornamenten verziert. Das Obergeschoss wird durch ein ausladendes Hauptgesims abgeschlossen, welches axial zu den Lisenen zwischen den Fenstern mit kleinen Konsolen gegliedert ist. Das darüberliegende Attikageschoss mit seinen querrechteckigen, in die glatte Wandfläche eingeschnittenen kleinen Fenstern verfügt über keine Gliederungselemente.
Die hochrechteckigen Fenster der beiden Hauptgeschosse sind mit mittig angeordneten Kämpfern symmetrisch geteilt. Die Balkontür ist abweichend dazu in unterschiedlich große Rechtecken unterteilt, die mit gekurvten Ziersprossen versehen sind. Diese aufwendige, in Potsdam einmalige Form führt Mielke auf den Einfluss des Kronprinzen Friedrich Wilhelm zurück.
Im Inneren hat sich die sehr aufwendig gearbeitete gewundene Treppe aus Eichenholz erhalten. Diese ist nach dem Zeugnis Mangers erst im Zusammenhang mit der Einrichtung des Hauses als kronprinzliche Wohnung 1765 eingefügt worden.
Eine eindeutige Zuschreibung des Entwurfs an einen Architekten konnte bisher nicht erfolgen. Manger vermutete einen Berliner Architekten, da den damals in Potsdam arbeitenden Baumeistern Johann Boumann und Carl Ludwig Hildebrandt neben deren praktischer Tätigkeit nicht genug Zeit geblieben sei, um sich mit eigenen Erfindungen beschäftigen zu können. Heute wird die Gestaltung des Gebäudes mehrheitlich Friedrich Wilhelm Diterichs zugeschrieben.

### Schwertfegerstraße 8

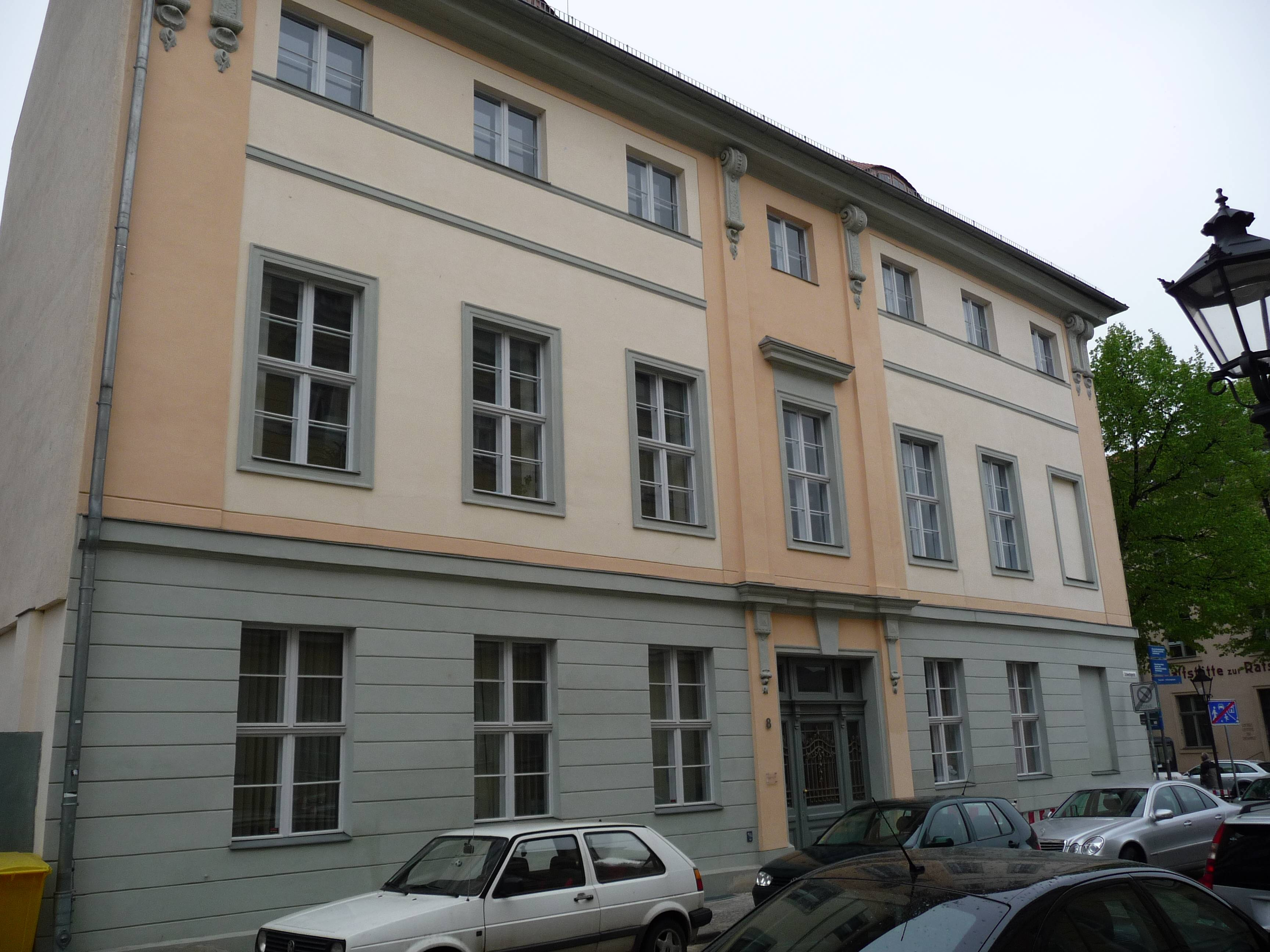
Schwertfegerstraße 8 im Frühjahr 2009

Das schlichte Eckgebäude weist zur Schwertfegerstraße sieben und zur Straße Am Neuen Markt vier Fensterachsen auf. Über einem oben von einem Gurtgesims abgeschlossenen genuteten Erdgeschoss mit einfach eingeschnittenen Fensteröffnungen erheben sich eineinhalb Etagen. Die Fenster des ersten Obergeschosses sind mit umlaufenden Faschen gerahmt, die Fenster des als Mezzanin ausgeführten zweiten Obergeschosses sind über zwei dünnen Gurtgesimsen wiederum einfach in die Fassadenfläche eingeschnitten. Das Dach sitzt ohne Attika direkt dem auskragenden Hauptgesims auf.
Die mittlere Eingangsachse zur Schwertfegerstraße ist als Mittelrisalit besonders betont. Das Zugangstor befindet sich in einem schwachen Fassadenvorsprung, der über dem Erdgeschoss von einem profilierten Gesims abgeschlossen wird. Dieses wird seitlich durch Konsolen und in der Mitte durch einen schlichten Schlussstein gestützt. Die beiden Obergeschosse werden über dem Portal und an den Gebäudeecken durch Lisenen zusammengefasst, die unter dem Hauptgesims mit Konsolen geschmückt sind. Das Mittelfenster des ersten Obergeschosses verfügt über eine gerade Verdachung.
Mielke hat den ursprünglichen Grundriss des Gebäudes 1972 publiziert. Der Entwurf des 1765 errichteten Hauses stammt von Heinrich Ludwig Manger.